# Quake III Arena Noize
Quake III Arena Noize – wydany w 2000 roku album niemieckiego twórcy muzyki do gier komputerowych Sonic Mayhem. Jest to utrzymana w gatunku industrial kompilacja zawierająca kilka utworów z gry Quake III Arena oraz niezależne kompozycje.

## Lista utworów
1. "Swallowed" - 4:19
2. "The Phat Zero K Measure" - 5:20
3. "Violator" - 5:16
4. "Collapse" - 2:13
5. "Noise Purge" - 2:25
6. "Digital Distress" - 3:15
7. "Bass Attack" - 3:35
8. "Tribulation" - 4:16
9. "Fuck U Up!" - 3:38
10. "Rocktronica" - 4:12
11. "Fuel My Game" - 4:17
12. "Audio Adrenaline" - 4:00
13. "Pressure Zone" - 4:36
14. "Anti-Logic" - 4:45
15. "Velocity Of Fear" - 3:14